# Rožnek
Rožnek (nemško Rosenegg) je naselje v Občini Žrelec v Okraju Celovec-dežela na Koroškem v Avstriji.